# ナイツアーマメント
ナイツアーマメント（Knight's Armament Co.）は、アメリカ合衆国の小火器メーカー・小火器部品メーカーの1つである。M4自動小銃用アクセサリーレール付き銃把（レールハンドガード）においては、世界最大手であり、特に歩兵用銃器や競技用銃器ではブランド力を持つ。創業者はM16などを開発したユージン・ストーナーの愛弟子の、C･リード･ナイトJrである。

## 会社概要
主に製造しているのは、5.56mmと7.62mm口径の自動小銃やそのパーツ類である。
「レール･アダプター･システム」(RAS) や「レール･インターフェイス･システム」(RIS) と呼ばれる銃把（ハンドガード）部分にピカティニー規格のアクセサリーレールシステムを追加できる部品で知られる。多種類のレールアクセサリーを簡便に取付けられ、交換や更新も非常に簡単であることから軍や警察関係の装備品に広く採用されている。米軍の「特殊作戦兵装システム」(SOPMOD; Special Operations Peculiar MODification) のM4自動小銃用の標準装備に採用されたのが最大であり、ほぼ全ての米陸軍の歩兵用に購入され膨大な数が流通している。
Knight's Manufacturing Company (KMC) は、ナイツアーマメント社の民間市場向けの販売部門である。

## 製品

### レール・ハンドガード
RAS（レール・アダプター・システム）
ナイツアーマメント社のレール付きハンドガードとしては初期の製品であり、M4自動小銃の純正プラスティック製ハンドガードと交換して運用するタイプの簡易型レール・ハンドガードである。カービン用では14スロットのピカティニーレールを上下左右の4面に備え、下面のレールを取り外して通常のM4と同じくM203グレネードランチャーを取付けることができる。
RAS2（レール・アダプター・システム2）
第2世代のRASとして開発されたレール付きハンドガードであり、純正プラスティック・ハンドガードと交換する形式は第1世代と同様であるが、トップレールが本体レシーバーのトップレールにネジで固定できるようになっており、強度と精度が向上している。しかし、第1世代のRASに対する利点が少なく、本体レシーバーのトップレールにレールを固定する部分が大きく突き出して光学機器の使用に制約が生じることなどから不人気である。
URX（アッパー・レシーバー・エクステンション）
フリーフロート方式のハンドガードという点ではRIS2と同様であるが、RIS2では本体レシーバーとハンドガードの間に大きなリングナットがあり、その部分をまたいで光学機器を設置することができない制約を解消する形で開発された第3世代のレール・ハンドガード・システムである。レールハンドガード基部の内側にバレル固定ナットとハンドガード固定ナットが両方収まっており、トップレールは本体レシーバーのトップレールと連続的に使用できるようになった。しかし、弊害としてハンドガードの取付けや取り外しには大型の専用工具と治具が必要になった。
URX2（アッパー・レシーバー・エクステンション2）
基本的にはURXと変わらないが､ハンドガード基部へのQDスリングスイベル用の取付穴の追加や､全体的な軽量化などのブラッシュアップが行なわれた改良型｡このモデルの後期型から取り付け用のナットが一つになり､レール自体をバレル基部に直接ねじ込んだ上でレールとともにナットで押さえつける方式に変わった｡この改良により､従来の方式だとレイルが曲がってとりついてしまうミスが減少した｡取付時締め付けトルクを充分かけるためにナットのキー部分のデザインが変更された｡
URX3（アッパー・レシーバー・エクステンション3）
取付け方法などはURX2と変わらないが、左右と下面のピカティニーレールを後付け式とした点が最大の特徴である。レールに取り付ける機器に応じて、長さの異なる幾つかのプラスティック製レールから最適のものが選べるようになり、小銃の取り回しに影響する前方重量の軽減を果たした。
URX3.1（アッパー・レシーバー・エクステンション3.1）
取付け方法などはURX3と変わらないが、フリップアップ式のフロントサイトが除かれたマイナーチェンジモデル｡
URX4（アッパー・レシーバー・エクステンション4）
アッパーレシーバー一体型となった最新型URX｡URX3の軽量化をさらに推し進め､3ではフロントに5スロットほど残っていたピカティニーレールをも取り去り､上面以外を新開発の｢KEYMOD SYSTEM｣専用の取付孔で埋め尽くしたハンドガード｡独特な鍵穴形状をした取付孔は､裏側からの操作を必要とせずにどこにでも専用のアクセサリー郡や､必要な長さのピカティニーレイルを追加できるよう作られている｡このモデルから､45°方向にもレイルが取り付け可能になっており､今までのレイルに必要だったアングルマウントなどが不要になっている｡このモデルから､レイル本体自身がバレルナットと兼用になり､シムによる角度調整やガスブロックの取付など､インストールがさらに難解になった｡

### 小火器

#### SRシリーズ
軍用小銃の設計者として有名な故ユージン･ストーナーの弟子であり、同氏の小銃設計理念に共鳴する創業者リード･ナイツは、師の名字をとって｢ストーナー･ライフル｣(SR) として、M16型の自動小銃を設計・製造している。このM16型の現行製品は、本体の操作系を全て左右両利き用として、URX2フリーフロート・ハンドガード、調整式トリガーシステム、LMT社製ストックを装備した自動小銃である。作動方式は、ストーナーの設計理念に基づき伝統的なダイレクト・ガス・インピジメント方式であり、高耐久性と低故障率のE3ボルトを採用し、他社製のM4クローンよりも優れているとされる。
SR-15
民間用･法執行機関用として販売されている5.56mm口径の16インチ銃身を装備した、セミオートのみの自動小銃である。
SR-16
軍用として製造される、SR-15にフルオート発射機能を追加した自動小銃である。最新型はURX3レイルシステムを装備｡ストックはMAGPUL CTR､グリップも同社のMOE+グリップを装備する｡
SR-25
SRシリーズをベースとして、7.62mmの大口径高威力弾を使用するために開発された、セミオートマチック・スナイパーライフルである。
SR-30
SR-16をベースに.300 AAC Blackout弾仕様にしたモデル。完成品またはアッパーレシーバーのみを民間向けに販売している。
SR-47
SR-15をベースに7.62x39mm弾及びAK-47のマガジンを使用する自動小銃である。少数のみ製造された。
SR-635
KAC PDWで使用する6x35mm弾を使用した8"ショートバレルARシステムの軍用モデル。コスト削減を目標として、従来のSR-16、又はSR-15のロアを使い、635特有のアッパーを入れ替えるだけで使用できる。作動方式もダイレクト・ガス・インピジメント方式である。

#### KSシリーズ
「ナイツ・ストーナー」(KS)と呼ばれる新たなM16型ライフルのシリーズ。
KS-1
13.7インチ銃身を装備したモデル。
2023年にイギリスのレンジャー連隊やイギリス海兵隊が用いる「L403A1」小銃(タン色塗装および556 QDC/MCQ-PRTサプレッサー装着、サイトはVorte社のスコープおよびエイムポイント社のマイクロ・ダットサイト)として配備されることが決定した。
KS-2
14.5インチ銃身を装備したモデル。
KS-3
11.5インチ銃身を装備したモデル。

#### PDW
KAC 6x35mm PDW

#### 機関銃
ストーナー
ユージン・ストーナーが開発したストーナー63軽機関銃をベースに開発された軽機関銃。

#### 拳銃
拳銃は製造していないが、ナイトホーク社のOEM先では、"KnightHawkPackage" に対応した拳銃として、ナイツアーマメント社仕様で45口径の「ナイトホークカスタム」がある。

### ナイフ
過去に｢シルバーナイト｣と｢ブラックナイト｣と言う、スティーブ･ライアンがデザインし、日本のG･サカイが製作したナイフが存在した。生産された本数が非常に少なく､現在はネットオークションでたまに見かける程度である。2014年には以前からKnightHawkPackageに同梱されていたストライダーナイブズとナイトホークのトリプルネームでコラボレーションしたSNGフォルダーのオリジナルナイフを限定で単品販売している｡

### 米軍に制式採用された製品
ナイツアーマメント社は米軍のSOPMODに積極的に参加しており、トライアルでも優秀な成績を残して制式採用されている物も多い。
- 小火器
  - Mk11 Mod0 スナイパーライフルシステム
  - M110 スナイパーライフルシステム
- SOPMOD ブロック1アクセサリ
  - レールインターフェイスシステム
  - バーチカルフォアグリップ
  - バックアップアイアンサイト
  - クイックデタッチャブルサウンドサプレッサ (QDSS)
  - クイックアタッチM203グレネードランチャーマウント
- SOPMOD ブロック2アクセサリ
  - ブロック1改良型サウンドサプレッサ（内部機構の可換装化、ガス清浄レベルの向上）